# عزة جنيني
إيزا جنيني (مواليد 1942) هي منتجة ومخرجة سينمائية مغربية. عاشت وعملت في باريس، فرنسا منذ عام 1960.

## سيرة
ولدت عزة جنيني في الدار البيضاء بالمغرب، في عام 1942 لعائلة يهودية.
بعد دراسة الأدب واللغات الأجنبية في جامعة السوربون والمعهد الوطني للغات والحضارات الشرقية وكلاهما في باريس، قررت دخول السينما. في عام 1973، أسست SOGEAV لتوزيع الأفلام الإفريقية، وإنتاج أفلام الهال والترانس، وأخرجها أحمد المعاوني.قام مارتن سكورسيزي لاحقًا بإعادة صياغة هذا الفيلم في مشروعها للسينما العالمية. في عام 1987، بدأت بإنتاج سلسلة من الأفلام الوثائقية عن الموسيقى والروح المغربية التقليدية المغربية.
من 1970 إلى 1986، كانت مديرة نادي 70 للإنتاج.
كانت عضوًا في منظمة تحية مكرسة لذكرى سيمون ليفي، الذي جعل مهمتها هي الحفاظ على التراث اليهودي المغربي.

## أعمالها
كثيرة ومن بينها:
- عيطة، 1988

## روابط خارجية
- عزة جنيني على موقع IMDb (الإنجليزية)
- عزة جنيني على موقع ألو سيني (الفرنسية)
- عزة جنيني على موقع كينوبويسك (الروسية)